# Grigno
Grigno est une commune italienne d'environ 2 300 habitants située dans la province autonome de Trente, dans la région du Trentin-Haut-Adige, dans le Nord-Est de l'Italie.

## Géographie

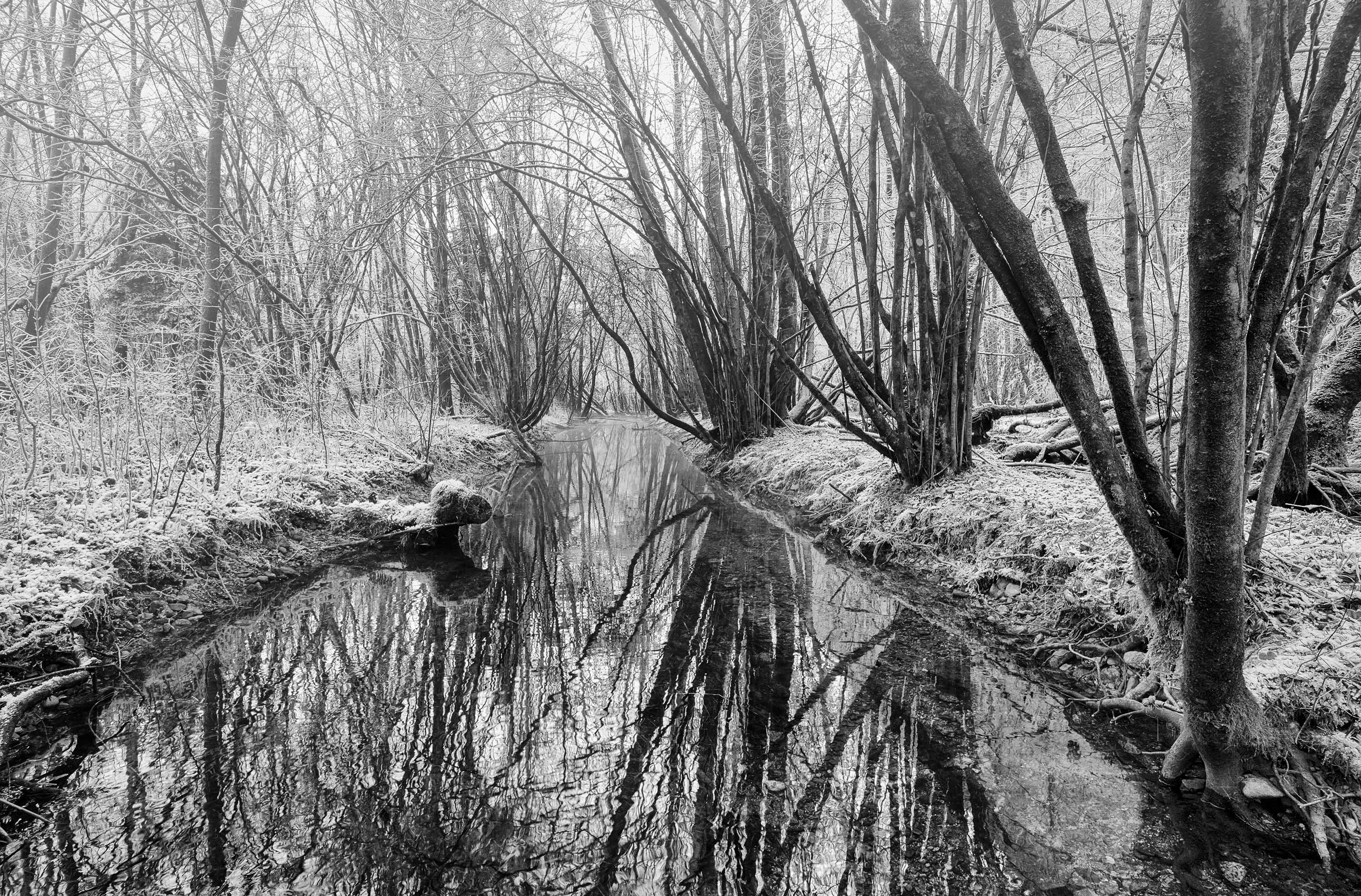
Le Biotopo Fontanazzo, à Grigno. Décembre 2106.

## Administration
| Période                                  | Période  | Identité      | Étiquette | Qualité |
| ---------------------------------------- | -------- | ------------- | --------- | ------- |
| 9 mai 2005                               | En cours | Flavio Pacher |           |         |
| Les données manquantes sont à compléter. |          |               |           |         |

### Hameaux
selva di grigno, puele, maso tollo, palù, serafini, belvedere, tezze, martincelli, pianello di sopra e di sotto

### Communes limitrophes
Les communes limitrophes sont  Arsiè, Asiago, Castello Tesino, Cinte Tesino, Enego, Ospedaletto et Valbrenta.